# Mysen
Mysen is een plaats in de Noorse gemeente Indre Østfold, fylke Østfold. Mysen telt 5.582 inwoners (2007) en heeft een oppervlakte van 4,62 km². Tussen 1920 en 1961 was Mysen een zelfstandige gemeente in de toenmalige provincie Østfold.
Tijdens de Tweede Wereldoorlog was er een nazi-concentratiekamp in Mysen. Een van de kampcommandanten was Hans Aumeier, die later werd berecht en veroordeeld in het Auschwitzproces.

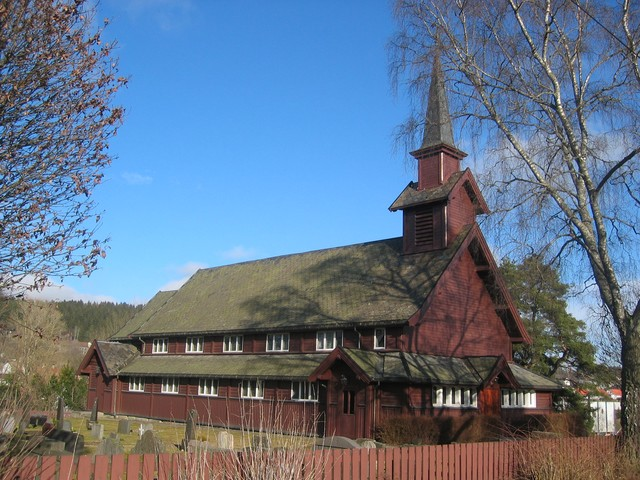
Kerk van Mysen
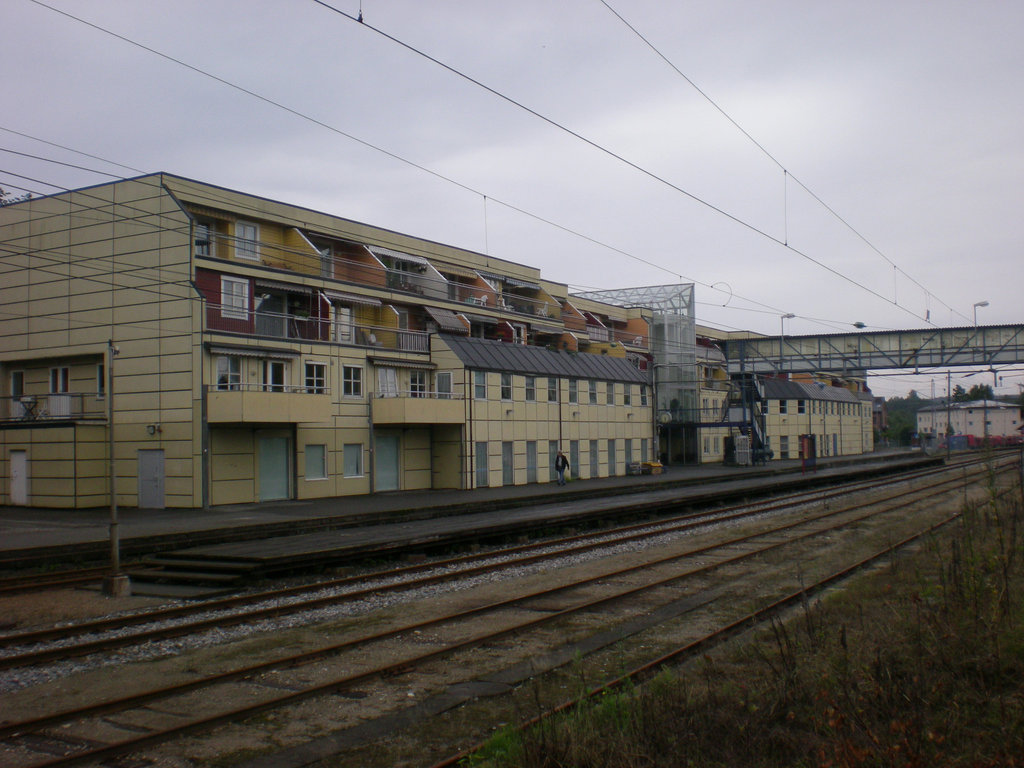
station van Mysen